# Arheografie
Arheografia este o știință auxiliară a istoriei care se ocupă cu analiza și publicarea textelor vechi. Arheografia are în vedere traducerea, transliterarea și datarea acestora. Scopul final al arheografiei este publicarea documentelor vechi, alături de explicarea acestora.